# 劉源俊
劉源俊（1946年—），男，原籍江苏青浦，生於雲南昆明，臺灣物理學家。現為東吳大學物理系名譽教授、《科學月刊》董事長，並曾擔任東吳大學和臺北市立教育大學校長。

## 生平
劉源俊為台灣省立基隆中學高中部52級畢業校友，1966年取得國立臺灣大學物理學系學士學位，1972年獲得哥伦比亚大学物理博士學位。獲得博士學位以後返回台灣，進入東吳大學物理學系任教至今。他曾於1996年至2004年擔任東吳大學校長，2006年1月至2008年7月擔任臺北市立教育大學校長。現擔任《科學月刊》董事長。

## 家庭
父亲刘曾适，伯父刘曾达。

## 科學教育
劉源俊對台灣的科學教育相當重視，是《科學月刊》雜誌創辦者之一。近年劉源俊對臺灣教育改革也提出相關批評。

## 爭議
劉源俊在2015年5月4日搶救國文教育聯盟記者會上表示，不讀古文導致台灣「目前是空心文化，社會也是『四無』無禮、無義、無廉、無恥；年輕一代也是『六沒有』沒有認同、沒有自信、沒有耐性、沒有願景、沒有志向、沒有主張」。他因此「擔憂台灣將變成下一個菲律賓。」此言論遭反對者批評為涉及歧視。

## 其他
劉源俊長年參與保釣運動，曾擔任中華保釣協會理事長。2013年7月21日，臺灣釣魚臺光復會成立，劉源俊當選一屆理事長。

## 外部連結
- 東吳大學物理學系介紹[永久]
- 大砲型學者劉源俊 將掌北市教大 （页面存档备份，存于）
- 劉源俊教授訪談 （页面存档备份，存于）

| 教育職務          | 教育職務                                 | 教育職務      |
| ----------------- | ---------------------------------------- | ------------- |
| 東吳大學          |                                          |               |
| 前任： 章孝慈     | 東吳大學校長 1996年 - 2004年             | 繼任： 劉兆玄 |
| 臺北市立教育大學  |                                          |               |
| 前任： 林公欽代理 | 臺北市立教育大學校長 2006年1月—2008年7月 | 繼任： 林天祐 |